# Eurytoma helena
Eurytoma helena är en stekelart som beskrevs av Girault 1933. Eurytoma helena ingår i släktet Eurytoma och familjen kragglanssteklar. Inga underarter finns listade i Catalogue of Life.